# Grabenstätt (Sankt Wolfgang)
Grabenstätt ist ein Gemeindeteil  von St. Wolfgang im oberbayerischen Landkreis Erding.

## Lage
Die Einöde Grabenstätt liegt 2,4 Kilometer nordwestlich des Rathauses des Gemeindehauptorts Sankt Wolfgang.

## Bevölkerungsentwicklung
Um 1871 gab es in Grabenstätt sechs Einwohner. Im Mai 1987 lebten dort sieben Einwohner in einem Wohngebäude.
| Jahr      | 1871 | 1925 | 1950 | 1970 | 1987 |
| Einwohner | 6    | 3    | 3    | 3    | 7    |